# Reinhold Ranftl
Reinhold Ranftl (Kapfenstein, 1992. január 24. –) osztrák válogatott labdarúgó, az Austria Wien játékosa.

## Pályafutása

### Klubcsapatokban
A SVU Kapfenstein és az UFC Fehring korosztályos csapataiban nevelkedett, mielőtt 2010-ben a Sturm Graz klubjához csatlakozott volna. Először a tartalékok között vették számításban, majd 2013. május 11-én bemutatkozott az első csapatban az Admira Wacker Mödling ellen. 2014-ben rövid ideig kölcsönben szerepelt a TSV Hartberg csapatába. Ezen a nyarán szerződtette a Wiener Neustadt klubja. A következő nyáron a LASK Linz klubjához szerződött 300 000 euróért. 2015. július 7-én mutatkozott be először tétmérkőzésen a kupában az SC/ESV Parndorf ellen. Július 24-én a másodosztályban is bemutatkozott a Floridsdorfer AC ellen. 2017. július 22-én az élvonalban is debütált klubjával az Admira Wacker Mödling ellen. 2021 júniusában hároméves szerződést kötött a Schalke 04 csapatával. A 2022–23-as szezonra vásárlási lehetőséggel kölcsönbe került azAustria Wien csapatához. 2023 júniusában a klub élt opciós jogával.

### A válogatottban
2008. május 21-én lépett az U17-esek között egyszer pályára a Észtország ellen 7–0-ra megnyert barátságos mérkőzésen az 58. percben Lukas Gunzinam cseréjeként. 2019. november 19-én mutatkozott be Lettország ellen 1–0-ra elvesztett mérkőzésen a 77. percben Stefan Ilsanker cseréjeként.

## Statisztika

### Klub
2021. május 16-án frissítve.
| Klub            | Szezon   | Bajnokság            | Bajnokság | Bajnokság | Kupa  | Kupa  | Nemzetközi | Nemzetközi | Egyéb | Egyéb | Összesen | Összesen |
| Klub            | Szezon   | Osztály              | Mérk.     | Gólok     | Mérk. | Gólok | Mérk.      | Gólok      | Mérk. | Gólok | Mérk.    | Gólok    |
| --------------- | -------- | -------------------- | --------- | --------- | ----- | ----- | ---------- | ---------- | ----- | ----- | -------- | -------- |
| Sturm Graz II   | 2010–11  | Osztrák Regionalliga | 29        | 7         | —     | —     | —          | —          | —     | —     | 29       | 7        |
| Sturm Graz II   | 2011–12  | Osztrák Regionalliga | 27        | 2         | —     | —     | —          | —          | —     | —     | 27       | 2        |
| Sturm Graz II   | 2012–13  | Osztrák Regionalliga | 23        | 4         | —     | —     | —          | —          | —     | —     | 23       | 4        |
| Sturm Graz II   | 2013–14  | Osztrák Regionalliga | 10        | 0         | —     | —     | —          | —          | —     | —     | 10       | 0        |
| Sturm Graz II   | Összesen | Összesen             | 89        | 13        | 0     | 0     | 0          | 0          | 0     | 0     | 89       | 13       |
| Sturm Graz      | 2012–13  | Osztrák Bundesliga   | 4         | 0         | 0     | 0     | —          | —          | —     | —     | 4        | 0        |
| Sturm Graz      | 2013–14  | Osztrák Bundesliga   | 2         | 0         | 1     | 0     | —          | —          | —     | —     | 3        | 0        |
| Sturm Graz      | Összesen | Összesen             | 6         | 0         | 1     | 0     | 0          | 0          | 0     | 0     | 7        | 0        |
| Hartberg        | 2013–14  | 2. Liga              | 17        | 0         | —     | —     | —          | —          | —     | —     | 17       | 0        |
| Hartberg        | Összesen | Összesen             | 17        | 0         | 0     | 0     | 0          | 0          | 0     | 0     | 17       | 0        |
| Wiener Neustadt | 2014–15  | Osztrák Bundesliga   | 30        | 5         | 3     | 1     | —          | —          | —     | —     | 33       | 6        |
| Wiener Neustadt | Összesen | Összesen             | 30        | 5         | 3     | 1     | 0          | 0          | 0     | 0     | 33       | 6        |
| LASK            | 2015–16  | 2. Liga              | 30        | 1         | 4     | 0     | —          | —          | —     | —     | 34       | 1        |
| LASK            | 2016–17  | 2. Liga              | 33        | 5         | 4     | 0     | —          | —          | —     | —     | 37       | 5        |
| LASK            | 2017–18  | Osztrák Bundesliga   | 35        | 1         | 3     | 0     | —          | —          | —     | —     | 38       | 1        |
| LASK            | 2018–19  | Osztrák Bundesliga   | 30        | 2         | 5     | 0     | 4          | 0          | —     | —     | 39       | 2        |
| LASK            | 2019–20  | Osztrák Bundesliga   | 28        | 5         | 5     | 0     | 14         | 2          | —     | —     | 47       | 7        |
| LASK            | 2020–21  | Osztrák Bundesliga   | 31        | 4         | 6     | 0     | 8          | 0          | —     | —     | 45       | 4        |
| LASK            | Összesen | Összesen             | 187       | 18        | 27    | 0     | 26         | 2          | 0     | 0     | 240      | 20       |
| Összesen        | Összesen | Összesen             | 329       | 36        | 31    | 1     | 26         | 2          | 0     | 0     | 386      | 39       |

1. ↑  Négy pályára lépes az Európa-liga selejtezőjében.
2. ↑  Négy pályára lépes az UEFA-bajnokok ligája selejtezőjében és tíz pályára lépes az Európa-ligában.
3. ↑  Két pályára lépes az Európa-liga selejtezőjében és hat pályára lépes az Európa-ligában.

### Válogatott
2021. március 31-én frissítve.
| Ausztria | Ausztria        | Ausztria |
| Év       | Pályára lépések | Gólok    |
| -------- | --------------- | -------- |
| 2019     | 1               | 0        |
| 2020     | 5               | 0        |
| Összesen | 6               | 0        |

## Sikerei, díjai
- LASK
  - 2. Liga: 2016–17

- Schalke 04
  - Bundesliga 2: 2021–22